# Елисеев, Павел Петрович (партийный деятель)
Павел Петрович Елисеев — советский хозяйственный, государственный и политический деятель.

## Биография
Родился в 1906 году в Беково. Член КПСС с 1927 года.
С 1919 года — на хозяйственной, общественной и политической работе. В 1919—1959 гг. — кузнец, председатель сельского потребительского общества, партийный работник в Курской области, уполномоченный КПК при ЦК ВКП(б) по Таджикской ССР, Молотовской, Сталинградской, Куйбышевской областям, второй секретарь Омского обкома ВКП(б), слушатель ВПШ при ЦК ВКП(б), второй секретарь Марийского обкома ВКП(б), заместитель председателя Сталинградского облисполкома.
Избирался депутатом Верховного Совета РСФСР 3-го созыва. Делегат XVIII съезда ВКП(б).
Умер в Сталинграде в 1959 году.